# Reynaldo Brown

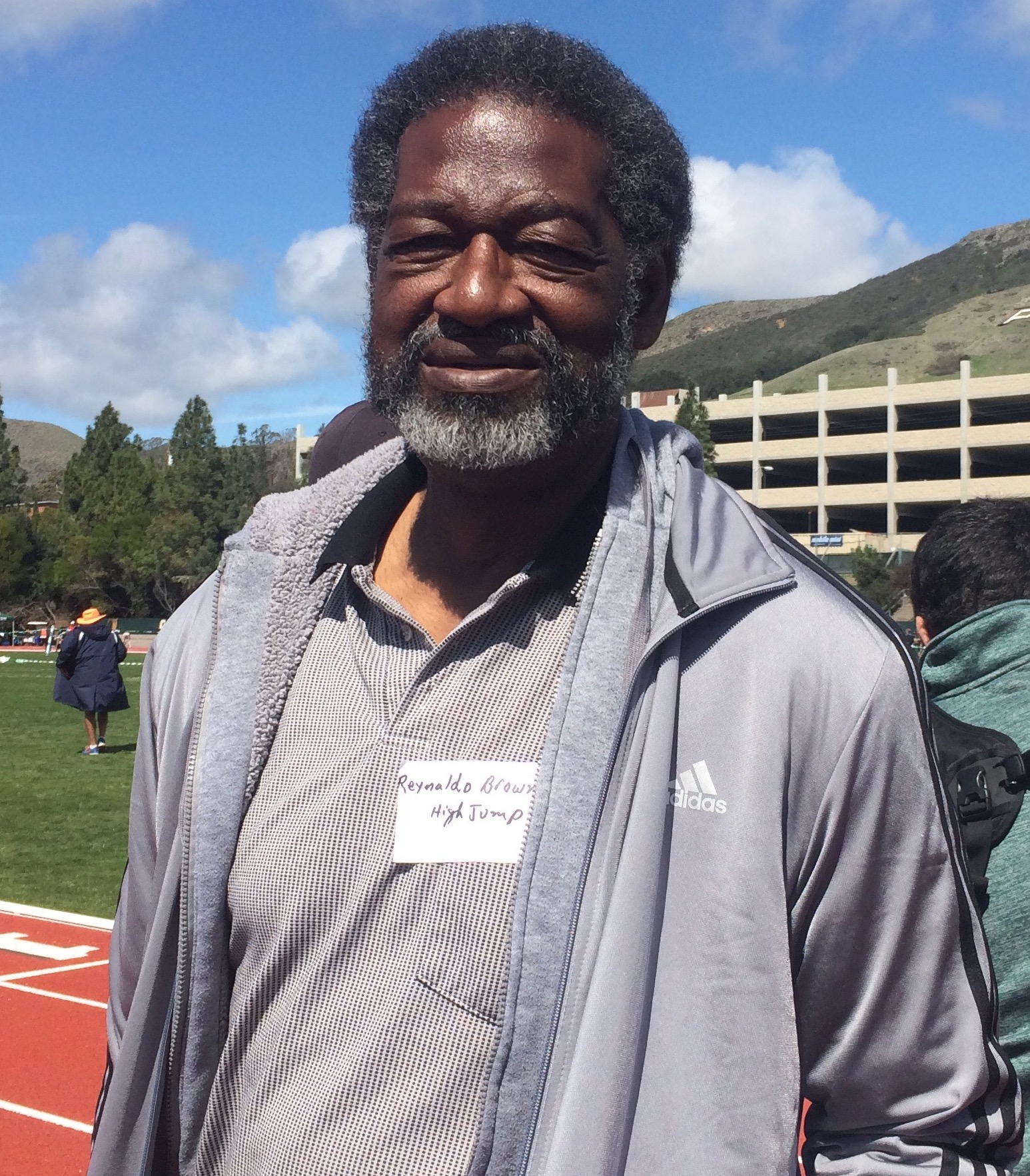
Reynaldo Brown, 2018

Reynaldo Brown (Reynaldo Ray Brown; * 6. Dezember 1950 in Los Angeles) ist ein ehemaliger US-amerikanischer Hochspringer.
Bei den Olympischen Spielen 1968 in Mexiko-Stadt wurde er Fünfter mit 2,14 m.
1970 und 1971 wurde er US-Meister und 1971 US-Hallenmeister. Für die California Polytechnic State University startend wurde er 1971 und 1973 NCAA-Meister. 

## Persönliche Bestleistungen
- Hochsprung: 2,245 m, 26. Mai 1979, San Diego
  - Halle: 2,235 m, 14. Januar 1972, College Park